# Acheilognathus
Acheilognathus – rodzaj słodkowodnych ryb z rodziny karpiowatych (Cyprinidae).

## Zasięg występowania
Rosja, Mongolia, Chiny i Korea.

## Klasyfikacja
Gatunki zaliczane do tego rodzaju:
| - Acheilognathus asmussii – różanka koląca, różanka kolczasta, różanka ciernista - Acheilognathus barbatulus - Acheilognathus barbatus - Acheilognathus binidentatus - Acheilognathus brevicaudatus - Acheilognathus changtingensis - Acheilognathus chankaensis - Acheilognathus coreanus - Acheilognathus cyanostigma - Acheilognathus deignani - Acheilognathus elongatoides - Acheilognathus elongatus - Acheilognathus fasciodorsalis - Acheilognathus gracilis - Acheilognathus hypselonotus - Acheilognathus imberbis - Acheilognathus imfasciodorsalis - Acheilognathus intermedia - Acheilognathus kyphus - Acheilognathus lanchiensis - Acheilognathus longibarbatus | - Acheilognathus longipinnis - Acheilognathus macromandibularis - Acheilognathus macropterus - Acheilognathus majusculus - Acheilognathus melanogaster - Acheilognathus meridianus - Acheilognathus microphysa - Acheilognathus nanchongensis - Acheilognathus omeiensis - Acheilognathus peihoensis - Acheilognathus polylepis - Acheilognathus polyspinus - Acheilognathus rhombeus - Acheilognathus signifer - Acheilognathus somjinensis - Acheilognathus striatus - Acheilognathus tabira - Acheilognathus taenianalis - Acheilognathus tonkinensis - Acheilognathus typus - Acheilognathus yamatsutae |

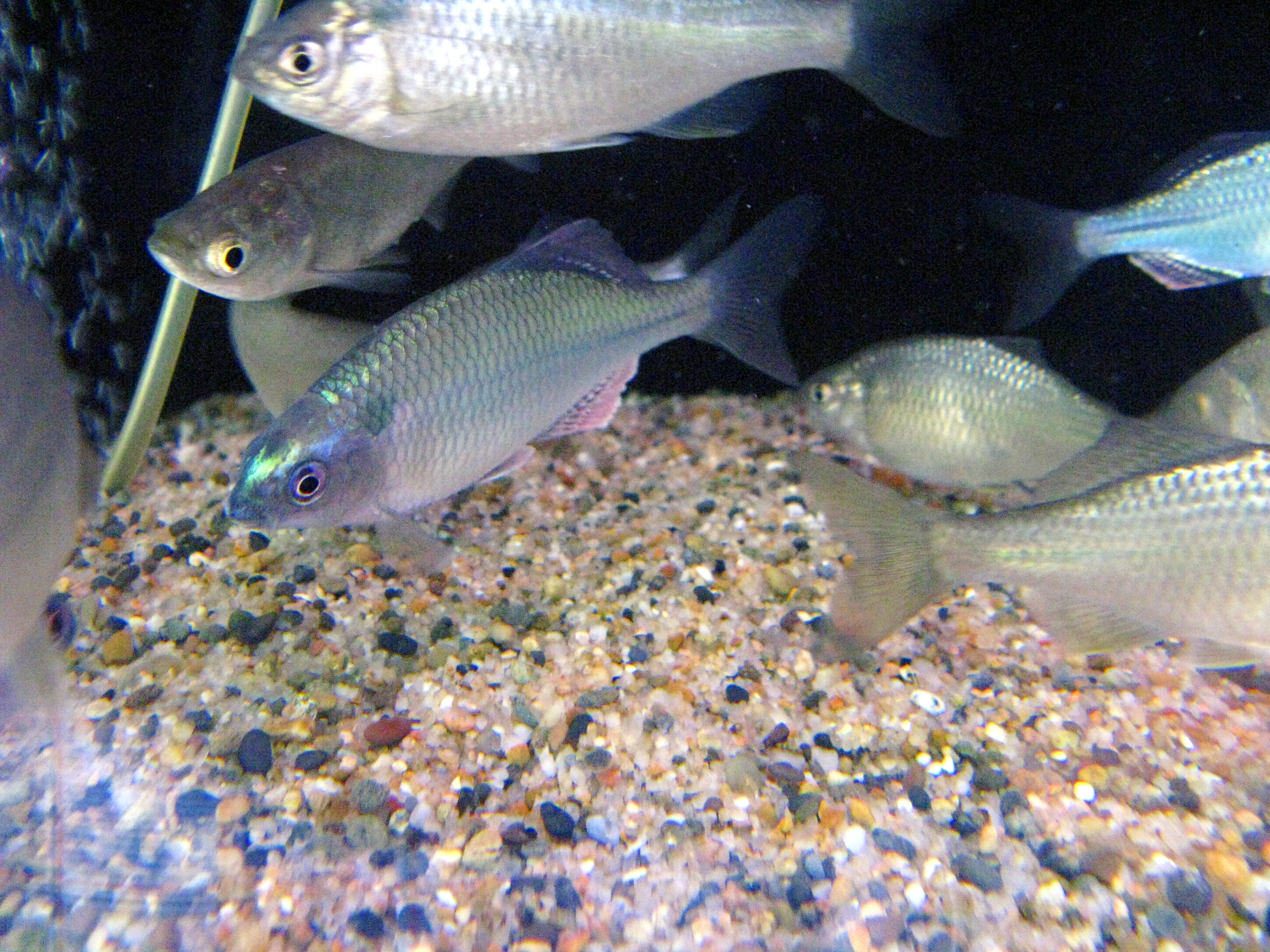
Acheilognathus rhombeus
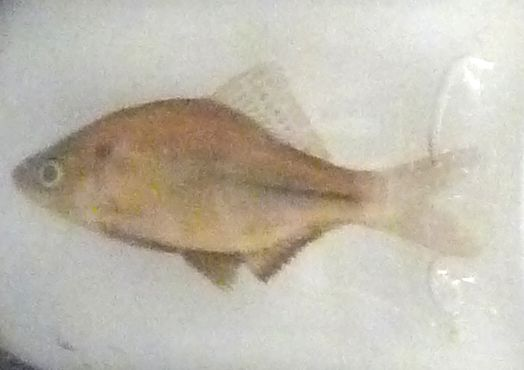
Acheilognathus tabira